# Runic
Runic er et folk/death metal-band fra Castellón de la Plana (Spanien) og stiftet i 2001.

## Medlemmer

### Nuværende medlemmer
- Juan – Vokal y guitar
- Pirri – Guitar
- David – Bas
- Eneas – Keyboard
- Rivas – Trommer

### Tidligere medlemmer
- Vicente: Guitar (2002)
- Alex: Bas (2003)
- Richarte: Bas (2003/2004)
- José: Guitar (2002/2006)

## Diskografi
- Awaiting the Sound of the Unavoidable – 2001
- Liar Flags – 2006